# Julien Nsengiyumva
Julien Nsengiyumva (* 22. Oktober 1978 in Byumba) ist ein ehemaliger ruandischer Fußballspieler.

## Karriere

### Verein
Nsengiyumva startete 1996 seine Laufbahn bei Kiyovu Sport Kigali. Nachdem er fünf Saisons für Kiyovu Sport gespielt hatte, wechselte er im Dezember 2001 zu APR FC. Nsengiyumva verließ im Frühjahr 2002 Ruanda und wechselte nach Vietnam zu PVFC Sông Lam Nghệ An. Nach nur einer Saison unterschrieb er bei V-League-Rivale Xi măng Hải Phòng. Nach viereinhalb Jahren in Vietnam wechselte er 2008 nach Belgien zu Eendracht Nieuwerkerken.

### Nationalmannschaft
Nsengiyumva spielte von 2000 bis 2004 für die ruandische Fußballnationalmannschaft. Dort gelangen ihm in vier Partien zwei Treffer.